# آيسل
نهر الآيسل ويسمى أحياناً «آيسل الخلدري» (نسبة إلى إقليم خيلدرلند بهولندا) لتجنب اللبس بينه وبين نهر هولندس آيسل بغرب هولندا هو فرع من نهر الراين في أقاليم خيلدرلند وأوفرآيسل.